# Variabler Kurbeltrieb
Kurbeltriebe werden vorzugsweise in Hubkolben-Verbrennungsmotoren angewendet und bestehen aus einer Kurbelwelle, die über Pleuelstangen die Kolben im Zylinder des Kurbelgehäuses auf und ab bewegt.
Ein variabler Kurbeltrieb kann verschiedene Zwecke erfüllen:
- ein variables Verdichtungsverhältnis (auch vereinfacht als variable Verdichtung bezeichnet),
- ein variables Hubvolumen,
- ein variabler Kolbenhubverlauf (genauer: alternierender Kolbenhubverlauf), z. B. durch Knickpleuel.

Das Ziel besteht in der Regel in der Steigerung des thermodynamischen Wirkungsgrades eines Hubkolbenmotors. Die Grundsatzidee stammt aus der Entwicklungszeit des Verbrennungsmotors, dem späten 19. Jahrhunderts. Trotz erheblicher Verbrauchseinsparungspotentiale wird bis heute kein variabler Kurbeltrieb in Fahrzeugantrieben eingesetzt, da leichter umsetzbare Technologien zur Verbrauchssenkung von Verbrennungsmotoren zur Verfügung standen, z. B. Abgasturboaufladung, variabler Ventiltrieb (Nockenwellenphasensteller und Steuerung des Ventilhubs) sowie Thermomanagementsysteme (zur Verbesserung der Effizienz, speziell während des Motorwarmlaufs). In Fahrzeugantrieben bietet das variable Verdichtungsverhältnis das höchste Potential von ca. 9 % gegenüber einem bereits hoch entwickelten, aufgeladenen Ottomotor mit Direkteinspritzung.
Da die Umsetzung von Motoren mit variabler Verdichtung hohe Investitionen erfordern, ist fraglich, ob die Fahrzeughersteller sich nicht stattdessen auf die Elektrifizierung des Antriebsstrangs konzentrieren werden.
Die einzig kommerzielle Serienanwendung eines variablen Kurbeltriebs stellt ein  Einzylinder-Kleinmotor mit 163 cm³ Expansionshubvolumen (1 kW mechanische und 2,5 kW thermische Leistung), der 2011 gemeinsam von  Honda Motor Co. Ltd. und der Vaillant Group  vorgestellt wurde. Dieser Motor mit alternierendem Kolbenhub wird unter der Bezeichnung „Extended Expansion Linkage Engine“ (Exlink) in Mikroblockheizkraftwerken für Einfamilienhäuser eingesetzt.